# Joseph Cistone
Joseph Robert Cistone (né le 18 mai 1949 à Philadelphie et mort le 16 octobre 2018 à Saginaw (Michigan)) est un prélat américain. Il est le sixième évêque du diocèse de Saginaw.

## Biographie

### Jeunesse et formation
Joseph Cistone est né à Philadelphie en Pennsylvanie, de Daniel A. et Josephine R. (née Altomare) Cistone. Il a deux frères : Daniel et Anthony.
Il fréquente d'abord la Our Lady of Consolation School, puis obtient un diplôme de la Father Judge High School (en) en 1967. Il étudie par la suite au Séminaire Saint-Charles-Borromée de Philadelphie, où il obtient un baccalauréat en philosophie (en) (1971) et un Master of Divinity (en) (1975).

### Carrière
Joseph Cistone est ordonné prêtre par Mgr Krol le 17 mai 1975. De 1975 à 1979, il sert comme curé à la paroisse de l'Épiphanie-de-Notre-Seigneur. De 1977 à 1979, il est aumônier à la St-Maria Goretti High School (en) de Philadelphie. Il devient ensuite vicaire à la paroisse Saint-Jérôme et plaide au tribunal ecclésiastique en 1980.
De 1982 à 1987, Joseph Cistone est vicaire à l'église Saint-Jude de Chalfont (Pennsylvanie) et à l'église Saint-François-d'Assise, puis à Norristown (1987–1989) et à la paroisse Saint-Bernard (1989–1991). En 1991, il devient doyen à la formation théologique du Séminaire Saint-Charles-Borromée de Philadelphie.
En 1993, il est nommé associé de Edward Peter Cullen (en), vicaire général de l'archidiocèse de Philadelphie. De 1994 à 1998, il est assistant vicaire. Il est élevé au rang de Monseigneur en avril 1998 et devient vicaire général de 1998 à 2009. Le 8 juin 2004, Cistone est nommé évêque titulaire de Casae Medianae (de).

### Scandale sexuel de l'archidiocèse de Philadelphie
Selon une enquête réalisée en 2005 à propos du scandale sexuel de l'archidiocèse de Philadelphie (en), alors que Joseph Cistone était assistant vicaire en 1996, il aurait contribué à faire taire une religieuse qui tentait d'avertir les paroissiens de St. Gabriel à propos d'abus commis par un prêtre.
Une semaine après avoir été nommé à la tête du diocèse de Saginaw, Joseph Cistone fut interrogé par une journaliste concernant cette enquête et le rôle qu'il a joué dans l'affaire. L’évêque a exprimé son mécontentement de ne pas avoir eu suffisamment l'occasion de donner sa version des faits.
Le 9 juin 2009, le groupe Survivors Network of those Abused by Priests manifeste devant les bureaux du diocèse de Saginaw contre la promotion de Joseph Cistone à la tête du diocèse.

### Décès
Joseph Cistone meurt d'un cancer du poumon dans sa maison à Saginaw le 16 octobre 2018, âgé de 69 ans,,.